# Santa Maria de Mur
La canònica de Santa Maria de Mur és situada al costat del Castell de Mur, sobre un monticle just rere la serra del Montsec, dins l'antic terme municipal de Mur, anomenat Castell de Mur des del 1972, dins la comarca del Pallars Jussà. Va ser construïda a la segona meitat del segle xi, impulsada pels Comtes del Pallars Jussà, Ramon V i Valença de Tost. És consagrada l'any 1069 pel bisbe d’Urgell, Guillem Guifré, i dedicada originalment a Santa Maria, Sant Esteve i Sant Pere.

## Història
Entre els anys 1057 i 1060, poc després del seu matrimoni, els comtes del Pallars Jussà emprenen la construcció de l’església de Santa Maria de Mur. Aquesta, tot i no estar acabada, va rebre la consagració per part del bisbe d’Urgell el 12 de Gener de 1069. Va ser el seu fill, el comte Pere Ramon del Pallars, l’encarregat d’acabar la construcció; a més a més va instal·lar-hi una comunitat de canonges augustinians, hi va enterrar els seus progenitors i es creu que va ser qui va encarregar les pintures murals, a principis del segle XII.
Dins l’acta de consagració, apareix un inventari dels ornaments litúrgics i les joies situades dins l’església en el moment que en va prendre possessió el primer abat, Berenguer Ollomar. Aquest apareix en un document del 1075, el testament de Maier, senyor del castell d’Estorm i fidel del comte Ramon. Maier, que anteriorment ja havia cedit part dels seus bens a l’església de Santa Maria de Mur, en aquest document torna a fer un donatiu per a acabar la construcció i per a que els preveres instal·lats puguin viure-hi en comunitat.
Anys després, el comte Pere Ramón, finalitza la construcció com a canònica regular, l’any 1100 hi instal·la una comunitat de canonges augustinians i la vincula directament amb la Santa Seu, a Roma, per tant l’església queda fora de la jurisdicció del bisbe d’Urgell. El 1111, enterra a la seva mare Valença al cementiri de l’esglesia i fa un donatiu monetari als canonges i clergues, per tal de redimir els seus pecats. A partir d’aquestes donacions la canònica de Mur pren molt poder. Va arribar a posseir una gran quantitat de parròquies i capelles: 
- Alberola, capella de la Mare de Déu del Remei
- Alzina, parròquia de la Santa Creu i capella de Sant Alís
- Beniure, capelles de la Mare de Déu del Roser i de Sant Salvador
- Cellers, parròquia de Sant Joan i capelles de Sant Miquel del Congost, o de Cellers, Sant Sebastià, la Mare de Déu del Roser, la Concepció; Sant Feliu, Sant Miquel i Santa Maria
- Collmorter, capella de Sant Miquel
- El Coscó, capella de Santa Caterina
- Les Esplugues, capella de la Mare de Déu del Remei
- L'Espona, capella de Santa Fe
- Estorm, església de Sant Salvador i capella de Sant Prim
- Guàrdia de Tremp, parròquia de la Mare de Déu del Remei
- El Mas de l'Hereu, capella de Sant Joan Evangelista
- El Mas del Pla, capella de Sant Jaume
- El Meüll, sufragània de Santa Maria
- Miravet, capella de Sant Jaume
- Moror, parròquia de la Mare de Déu del Remei i capelles de Santa Eulàlia, Sant Martí, Sant Miquel i Sant Sebastià
- Puigcercós, parròquia de Sant Martí i capelles de Santa Maria del Puig i de Sant Macari
- Puigmaçana, capella del Roser
- Quadra de la Torre Gavosera, capella de Sant Miquel
- Santa Llúcia de Mur, priorat i parròquia, amb la capella de la Mare de Déu del Roser
- Soliva (l'Aragó), parròquia de Santa Maria i capella de la Mare de Déu del Roser
- Vilamolat de Mur, capella de Sant Miquel, capella de la Mare de Déu del Rosari, capella de St. Gregori.
- Vilamolera, capella de Sant Salvador
- Vilaplana, capella de Sant Joan
- Capelles de Sant Gregori, Sant Pere, Sant Cristòfol, Sant Miquel (dues), Sant Valentí, i Sant Fruitós.

Tingué diverses filials, entre les quals destaquen els priorats de Santa Llúcia de Mur i de Sant Miquel de Cellers o del Congost, monestir del tot desaparegut, però que troben en l'origen del proper poble de Cellers. Al llarg de la història tingué constant relació amb el monestir de Lavaix, fins al punt que en més d'una avinentesa s'intercanviaren possessions i dependències. Per exemple, Santa Llúcia de Mur, que va pertànyer un temps a Lavaix.
No fou mai una comunitat gaire nombrosa, però, tingué una enorme influència per tot el Pallars Jussà. Sembla que en els moments de màxima esplendor foren uns 10 els canonges de Santa Maria de Mur, mentre que els darrers temps baixà fins a 5 i 3.
A mitjans del segle xiv el prepòsit passa de ser triat pel capítol de canonges de la Regla de Sant Agustí, a ser escollit pel Papa. A mitjans del segle XV va ser donat en comanda. Per concessió reial, es constituí en pabordia, i obtingué jurisdicció civil i eclesiàstica sobre diferents pobles de l'entorn. El 1592 el papa Climent VIII la va secularitzar, posant-hi al capdavant un clergue regular que mantenia, això sí, tots els drets, privilegis i possessions de l'antiga canònica augustiniana. L’any 1596 la pabordia passa de ser exercida per pabordes regulars, és a dir, de la regla de Sant Agustí, a ser exercida per capellans seculars, directament lligats al bisbat. L’últim paborde documentat és Josep Ramon Coll i Amill, l’any 1836.
El 1873, en aplicació d'un Concordat, fou convertida en parròquia rural, de la qual continuaven depenent les esglésies que havien depès de la Pabordia. Quedà anul·lat aquest títol i els seus privilegis; per conseqüència els edificis de Santa Maria de Mur foren abandonats.

## Els edificis

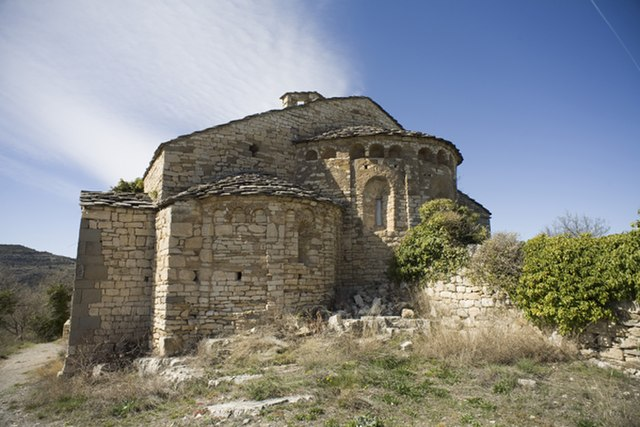
Imatge exterior de la capçalera de l'esglèsia

A nivell arquitectònic, constitueix un dels exemples més interessants d'arquitectura canonical del segle xi, tant per les dimensions constructives de l'església com pel claustre i el complex d'instal·lacions que l'envolta. Així doncs, se'n conserva l'edifici de l'església, del segle xi, i el magnífic claustre, del segle xiii.
També havia tingut una bella imatge del Sant Crist del segle XIII, però va ser cremada el 1936. En acabada la guerra, se'n reposà una rèplica. També hi havia hagut una talla de fusta policromada de la mateixa època, que també va ser cremada aquell mateix any.
Una muralla al voltant del castell de Mur i el monestir ho convertiren en una gran fortificació. Aquesta muralla també encloïa el poble castral de Mur, despoblat des de molt antic. El conjunt va ser declarat monument historicoartístic l'any 1920.

### L'església

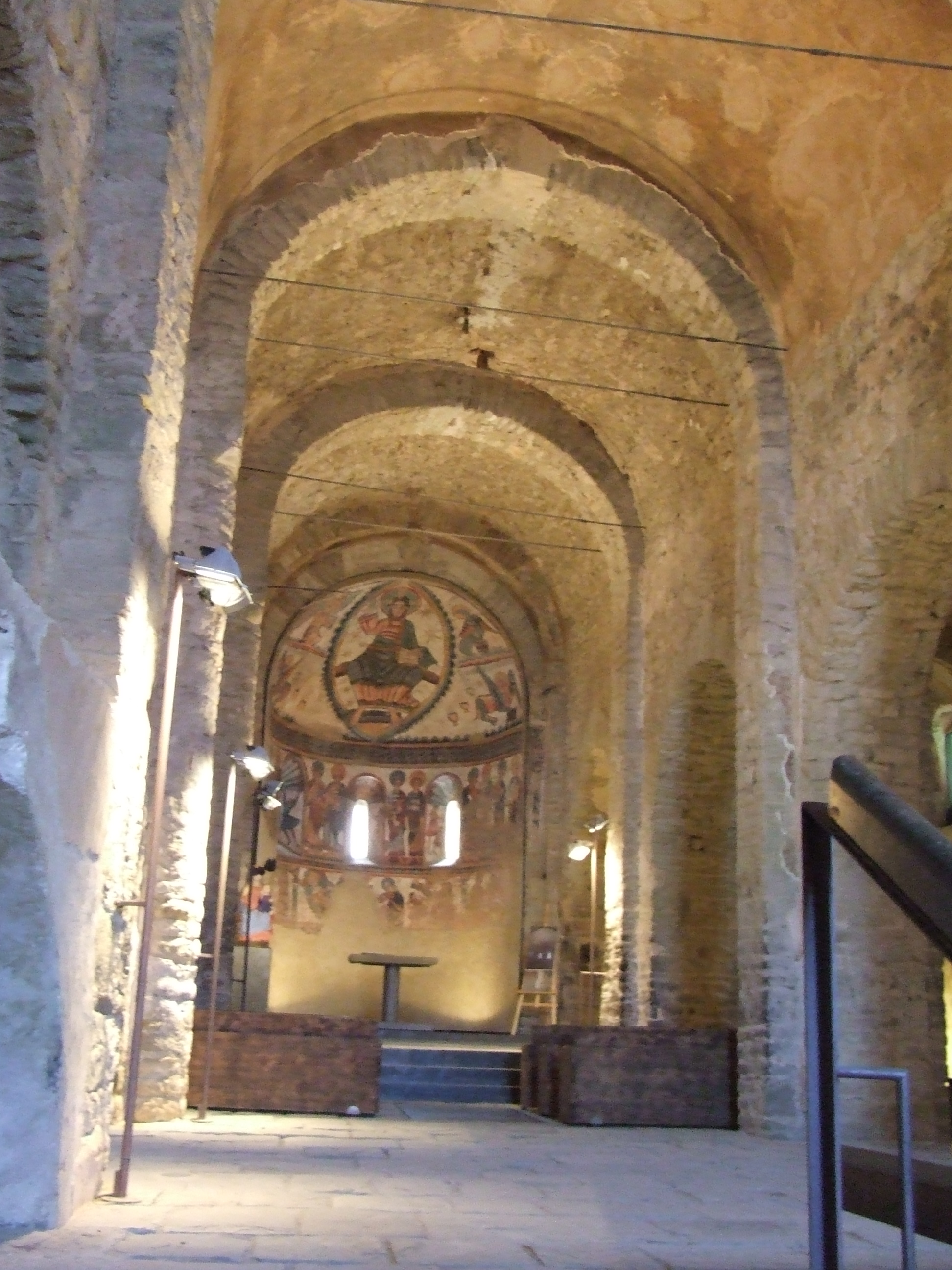
Nau central

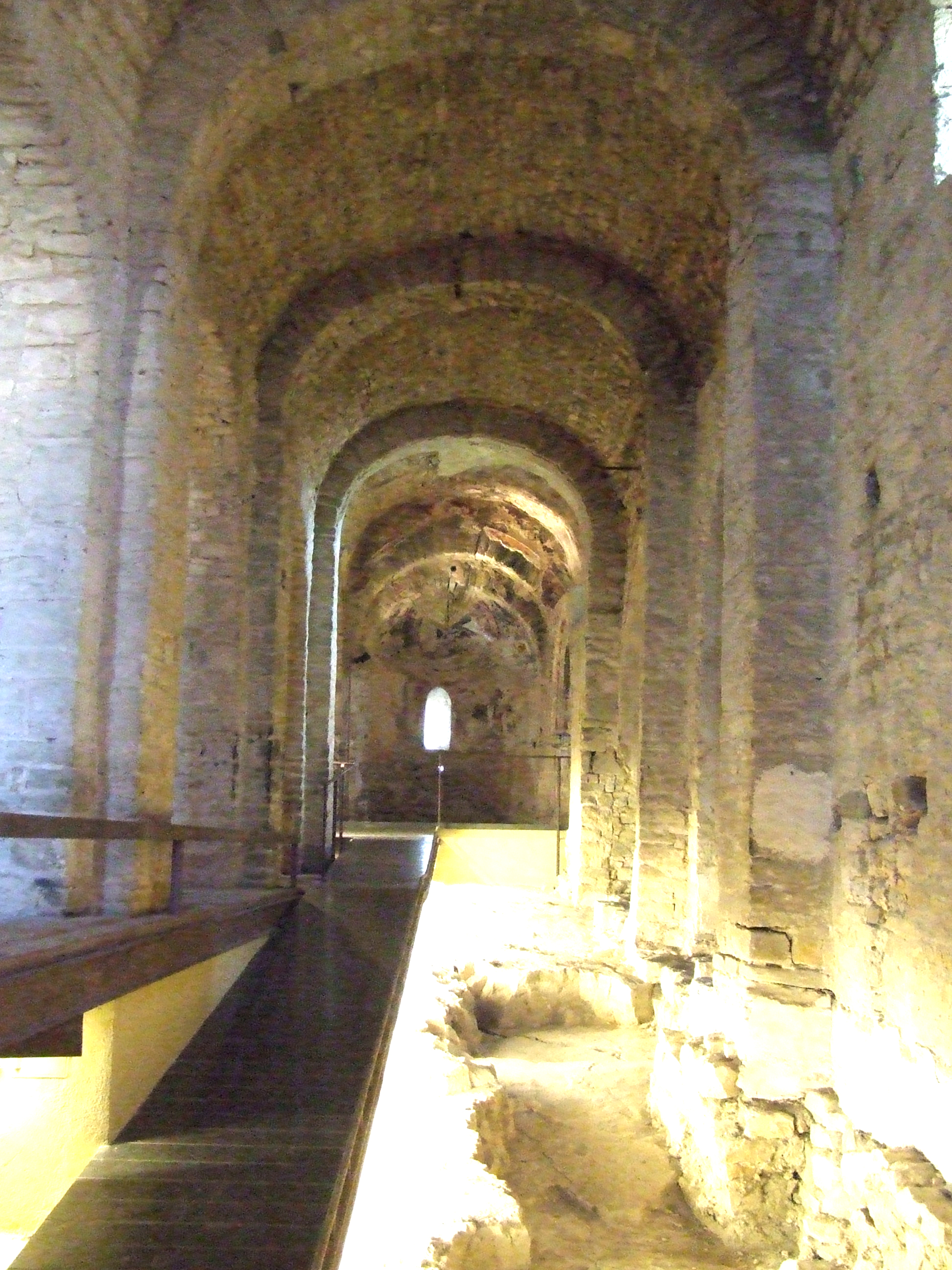
Nau col·lateral sud

L'església és d'estil romànic llombard, de planta basilical amb tres naus voltades i amb dos absis semicirculars. Aquesta es creu que podria haver estat aixecada sobre l'antiga capella del castell de Mur.
Les naus estan cobertes amb volta de canó amb arcs torals que les divideixen en cinc trams. Les naus eren tres, en un principi, la nau lateral nord no es conserva, ja que es va esfondrar. En el seu lloc es troben tres capelles gòtiques. Els dos absis romanents són d’una mida similar, igual que les naus corresponents. Uns arcs presbiterals estrets uneixen els absis amb les seves naus.
Al mig de la nau central, durant unes excavacions, es va trobar la possible tomba del comte Ramon V. Les restes òssies s’atribueixen a ell ja que té indicis d’haver estat enterrat amb la cuirassa i el cadàver determina que va patir una mort violenta, tal com s’esmenta en documents de l'època que relaten que va morir en combat. Dins la tomba no es conserven restes d’aixovar.
La nau col·lateral sud també fou ampliada amb capelles laterals, però encara s'aprecia on era el mur de tancament original, on encara hi ha restes d'una porta i de pintures murals romàniques. Sembla que l'església sencera estava decorada amb pintures murals.
La porta era al mur sud, que té una finestra de doble esqueixada. Unes capelles posteriors deformen lleugerament la façana meridional. La façana de ponent presenta dues finestres de doble esqueixada, en el lloc que correspon a les naus laterals, i una tercera de geminada, amb columna i capitell, a més d'un ull de bou al damunt, que correspon a la nau central.

### El claustre
Aquest és del segle xiii, de format rectangular, però irregular, ja que cap de les seves ales disposa del mateix nombre de columnes i arcades. Ha estat restaurat, després d'haver sofert una gran espoliació. Consta de galeries cobertes amb bigam de fusta i sostingudes per columnes amb capitells disposats amb una sola filera i amb pilars rectangulars a les cantonades, la seva decoració està bastant espatllada, però encara es reconeixen alguns ornaments geomètrics, vegetals i humans.

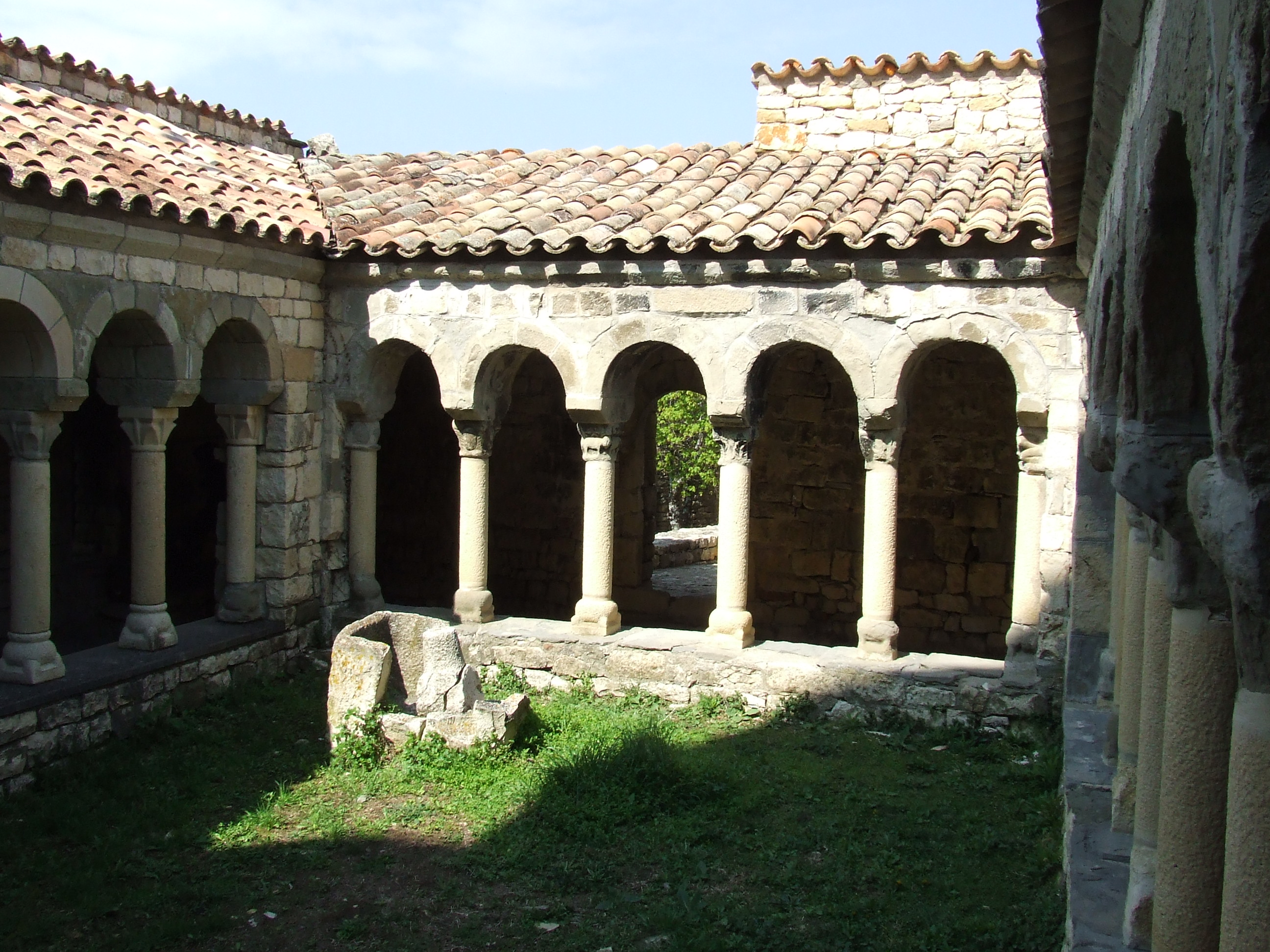
Meitat de ponent del claustre

El claustre està encarat de llevant a ponent, i es devia comunicar amb l'església a través de la nau lateral nord, que desaparegué (una porta actualment closa ho testimonia). Més tard s'obrí la porta que dona a la nau central.

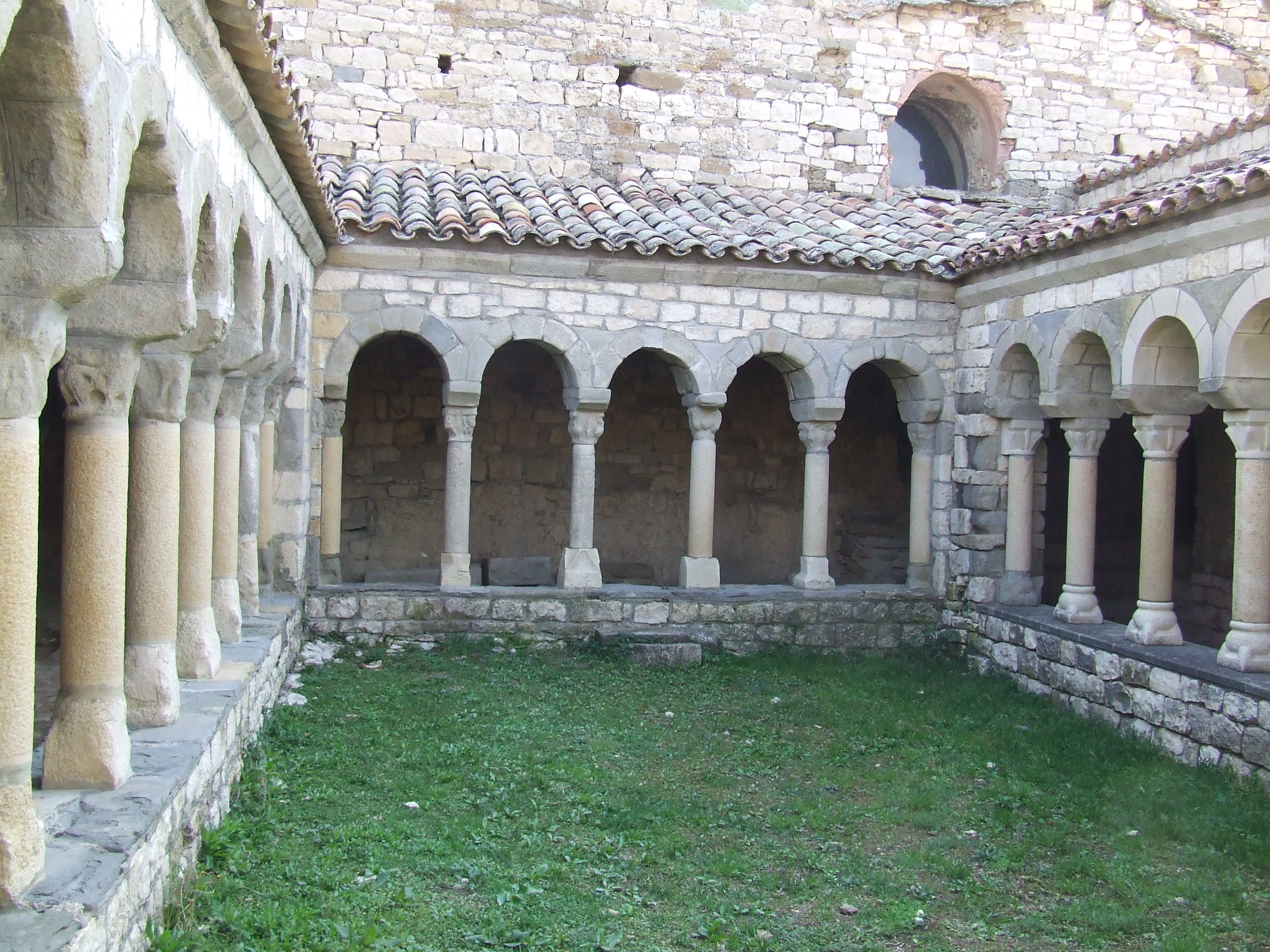
Meitat de llevant del claustre

Aquest claustre ha sofert nombroses afectacions, com el tapament de les arcades que el formen, a més de patir desperfectes durant la Guerra Civil, de l’any 1936 al 1939. Tanmateix, foren els anys previs a aquesta guerra quan es van iniciar les campanyes de restauració de Santa Maria de Mur.
Un important avenç en aquesta restauració es donà als anys vuitanta del segle xx, que inclogué la reconstrucció de tota l'ala meridional del claustre. La major part dels capitells d'aquest costat han estat refets a partir del model dels dos conservats.

### Les altres dependències
A l'entorn del claustre i a continuació seva pel costat de ponent, l'oposat a l'església, hi ha un conjunt de dependències monacals, conservades parcialment, que un cop finalitzades les campanyes arqueològiques i de restauració, aquestes permetran apreciar el conjunt del monestir de canonges augustinians.
Des de l'any 2008 aquestes dependències acullen una exposició permanent sobre la història del Castell de Mur i de la mateixa canònica de Santa Maria, així com un punt de recepció per a les visites guiades i una petita agrobotiga amb productes pallaresos.

## Les pintures

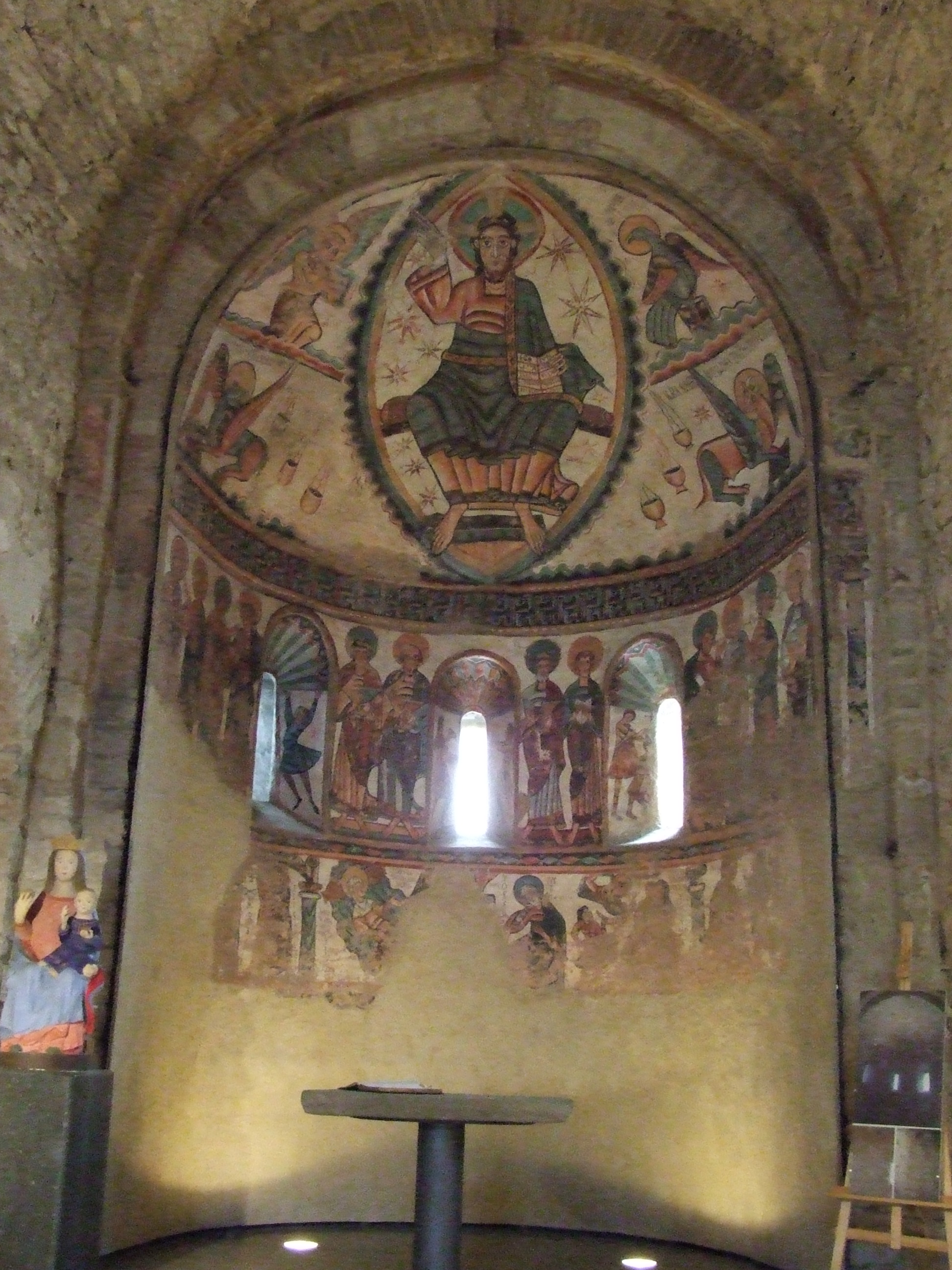
Absis central, amb la reproducció de les pintures

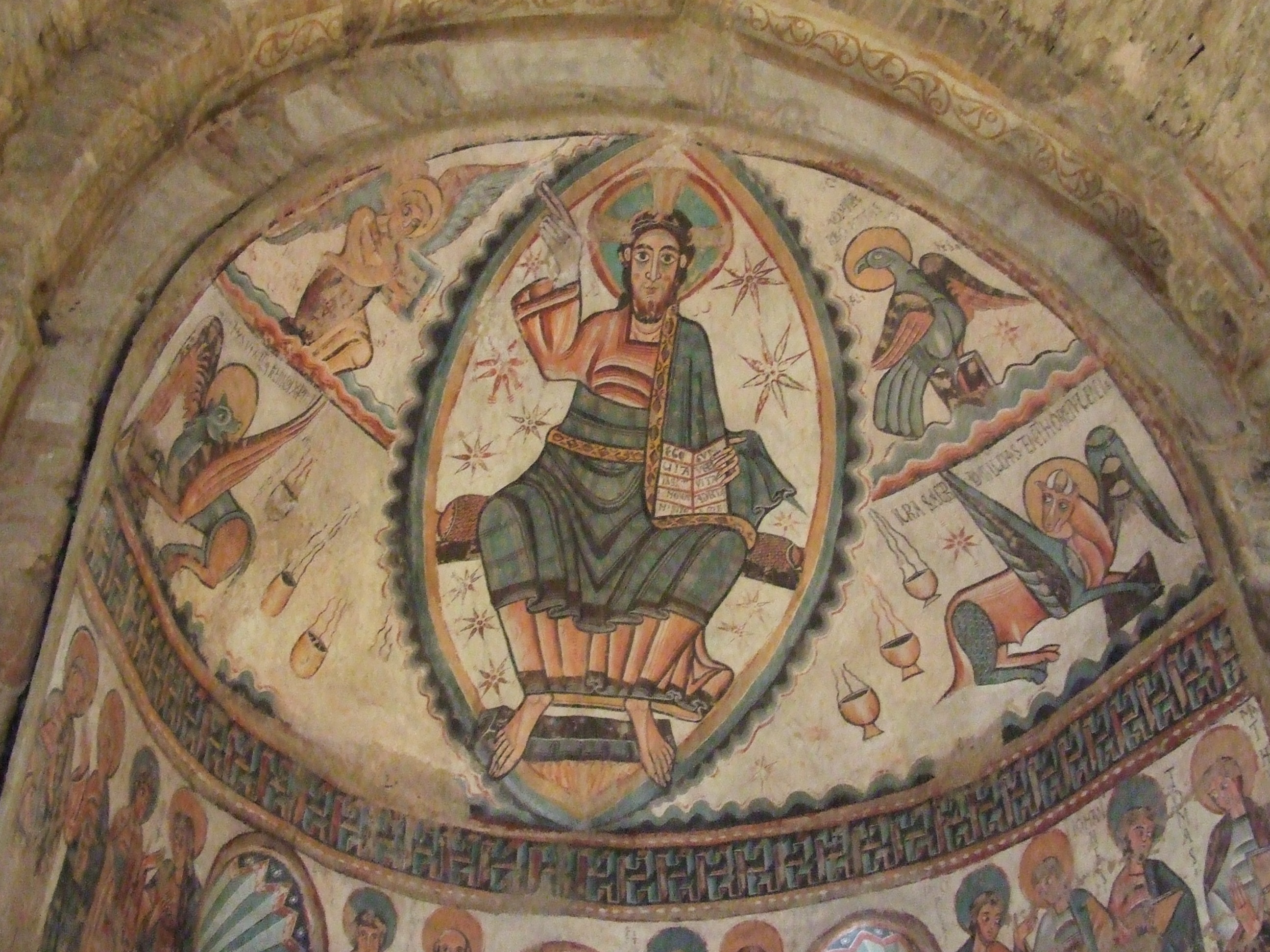
Detall del Crist en majestat, reproduït fotogràficament

A principis del segle XII (tot i que diversos historiadors i experts difereixen en aquesta datació), durant el comtat de Pere Ramon, aquest noble va encarregar les pintures de l’església de Santa Maria de Mur. L’artifex, l’anomenat Mestre de Mur, s’ha relacionat amb les pintures de l’escola del Mestre de Sant Climent de Taüll. 
In situ es conserven pocs vestigis, ja que la majoria de pintures es conserven al Fine Arts Museum de Boston i al Museu Nacional d’Art de Catalunya, a Barcelona.
El conjunt de pintures de tota l’església correspon a la mateixa campanya pictòrica, això ho denota l’estil, la tècnica, el color i el vocabulari ornamental.
El conjunt de pintures de l’absis és presidit per una gran Maiestas Domini o Crist en majestat amb un nimbe crucífer del qual en pengen l’alfa i l’omega. Amb la mà dreta beneeix i amb la mà esquerra sosté un llibre on hi llegim, en llatí: «Jo soc el camí, la veritat i la vida. Ningú no va al Pare si no és per mi» (Joan 14:6). Al seu entorn, dins la mandorla, hi veiem dotze estrelles, i penjant de la mandorla s’hi observen les set làmpades de la visió apocalíptica. Al voltant trobem les figures dels evangelistes que formen el tetramorf.
Sota la volta de quart d’esfera trobem dos registres de pintures. Al primer hi ha representats els dotze apòstols, a les finestres hi ha escenes de la historia de Caín i Abel. Al segon hi veiem representacions de la infància de Crist: l’escena del bressol amb el Nen, situada al centre, no es conserva; la primera escena devia ser l’Anunciació, però tampoc es conserva; la Visitació; l'Anunci als Pastors i la Epifania. A la part inferior hi devia haver cortinatges figurats que no han arribat als nostres dies.
A l’absis lateral s’hi representa l'Ascensió de Crist, on apareix crist amb un disc a la mà, que podria tenir un sentit eucarístic.

La lectura iconogràfica, d’acord amb la visió de l’Apocalipsi, mostra un èmfasi en la figura de Crist com a Senyor absolut de la historia, el qual farà que el bé triomfi.

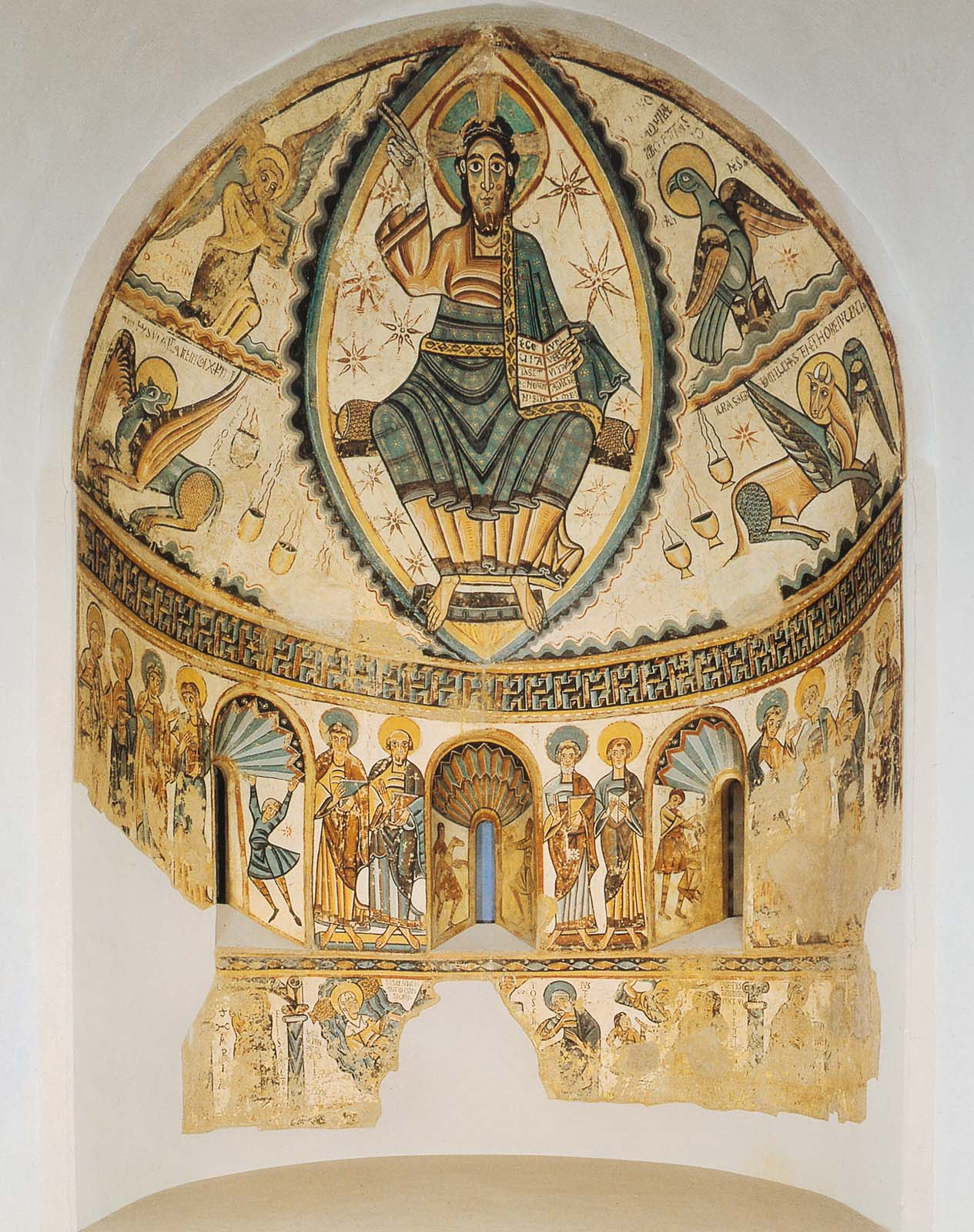
Les pintures murals originals de l'absis central, avui dia al Museu de Belles Arts de Boston

#### Arrencaments i espoli
L’estiu del 1907 el col·leccionista Lluís Plandiura va comprar les pintures de l'absis central de l’església de Mur i les va manar arrencar el 1919 per un grup d'especialistes italians: Arturo Cividini, Arturo Dalmati i Franco Steffanoni; els quals van fer servir la tècnica del strappo. Al cap de poc temps les va fer portar a Nova York on, el 1921, s’exposarien a la venda a l’Hotel Savoy i, el 10 de maig del mateix any, el Museum of Fine Arts de Boston les adquiriria.
Aquest fet va fer que la Junta de Museus, encapçalada per Joaquim Folch i Torres, i el museu de Barcelona, juntament amb Josep Puig i Cadalfalch es mobilitzessin per a evitar altres espolis de pintura mural romànica catalana, ja que Mur va ser l'inici d'un seguit d'arrencaments. Per tant, van arribar a un acord amb els diversos compradors i pacten un contracte on s'acorda la compra i l'arrencament de les pintures de: Sant Quirze de Pedret, Sant Climent de Taüll, Santa Maria de Taüll, Sant Joan de Boí, Santa Maria d’Àneu, Sant Pere del Burgal, Sant Miquel de la Seu d’Urgell, Ginestarre, Esterri de Cardós i Santa Eulàlia d’Estaon. L’any 1921 s’introduiria un canvi en el contracte, substituint les pintures de Sant Pere del Burgal per les de Sant Miquel d’Engolasters.
Les pintures de l’absis lateral de Mur van romandre in situ fins al 1961, quan van ser arrencades per Ramon Gudiol i portades al Museu Nacional d’Art de Catalunya, on es conserven actualment.

#### Substitució de les pintures originals
Des de l'any 2008 l'església disposa d'una reposició de les pintures de l'absis i de l'absidiola. El procés de reposició es va iniciar vuit anys abans i el fet que es dilatés en el temps es va deure a la necessitat de trobar un sistema que permetés protegir les restes de les pintures originals i, alhora, que s'hi pogués instal·lar la reposició. La solució que es va aplicar va ser la creació d'un absis mòbil de fibra de vidre que es desplaça sobre unes petites rodes. L'estructura es va arrebossar amb morter de calç al damunt del qual es va aplicar un producte anomenat Papel Gel, que crea un film sobre el que es poden aplicar impressions inkjet. És així com es van transferir les imatges de l'absis i de l'absidiola.
En el cas de l'absidiola lateral, però, la impressió es va fer directament sobre la paret i sense que fos necessari crear una estructura, ja que no qui queden restes de pintura original.

## Les imatges perdudes

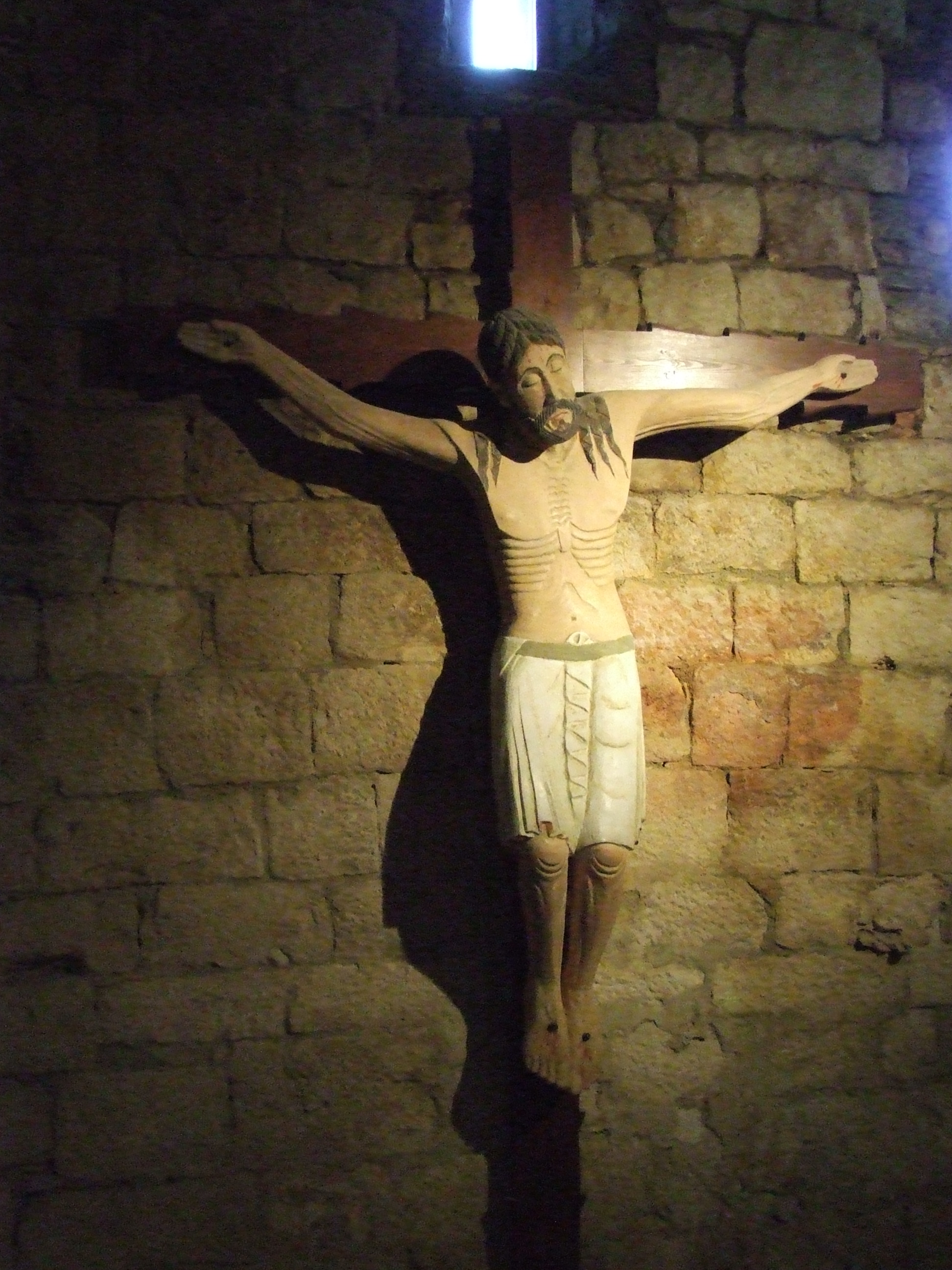
El Sant Crist de Mur (reconstruït)

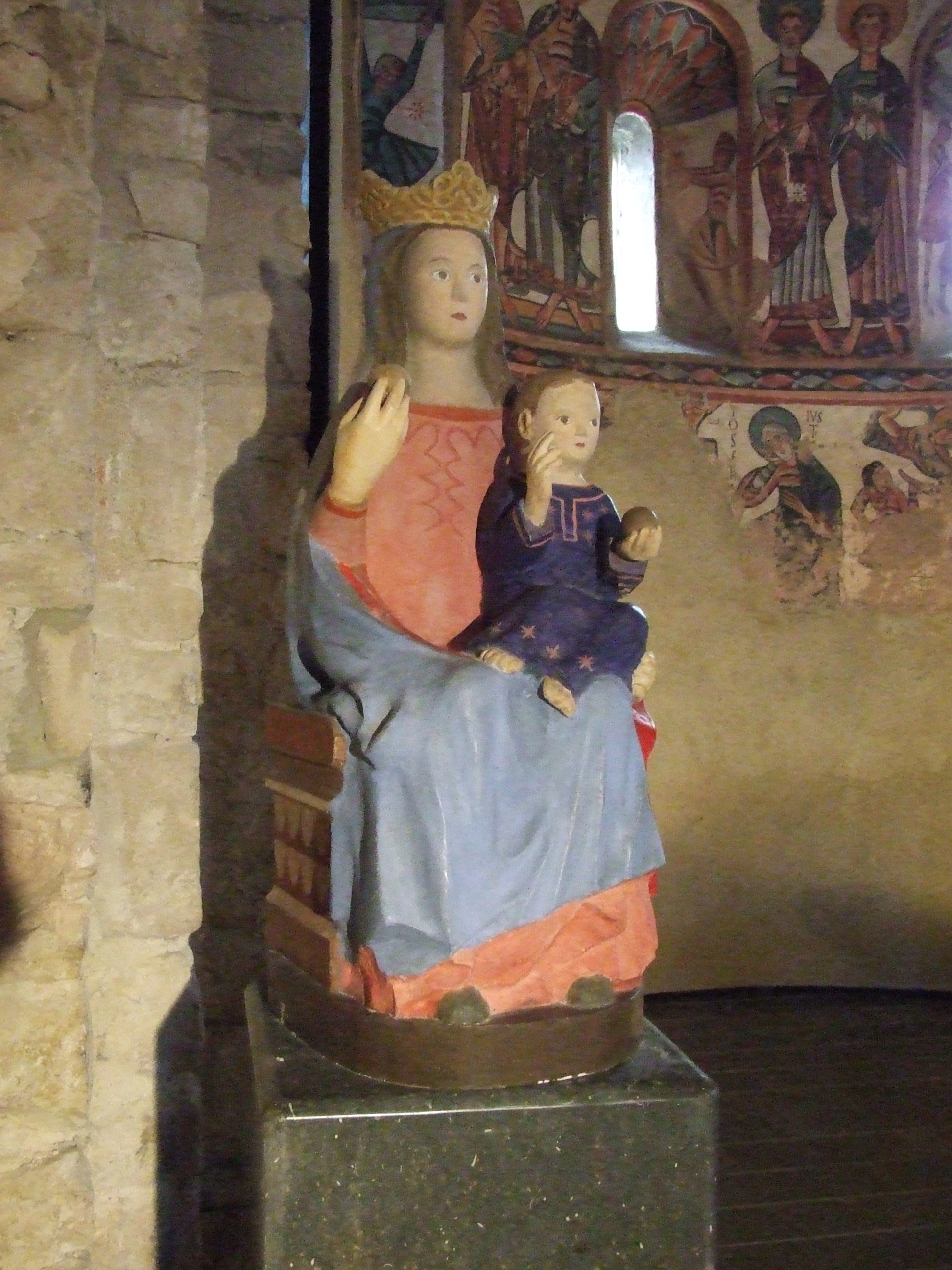
La Mare de Déu de Mur (reconstruïda)

La Guerra Civil va fer molt de mal en aquesta església, no només pel que fa als edificis, si no també en el seu interior.
Es va perdre una talla romànica del Crist crucificat que, segons les fotografies conservades, es pot associar amb el taller de talla de fusta del davallament d'Erill la Vall, un dels més notables de l'escultura de talla de fusta del romànic català.
També es va perdre una imatge romànica de la Mare de Déu de Mur.